# Crocidura arispa
Crocidura arispa är en däggdjursart som beskrevs av Friederike Spitzenberger 1971. Crocidura arispa ingår i släktet Crocidura, och familjen näbbmöss. IUCN kategoriserar arten globalt som livskraftig. Inga underarter finns listade i Catalogue of Life.
Denna näbbmus förekommer i södra Turkiet i Taurusbergen. Arten vistas där i klippiga områden.